# Oxyethira delcourti
Oxyethira delcourti är en nattsländeart som beskrevs av Jacquemart 1973. Oxyethira delcourti ingår i släktet Oxyethira och familjen smånattsländor. Inga underarter finns listade i Catalogue of Life.